# Matilde Camus
Matilde Camus, španska pisateljica, * 26. september 1919, Santander, Kantabrija, Španija, † 28. april 2012, Santander. 

## Poezija
- Voces (1969)
- Vuelo de estrellas (1969)
- Manantial de amor (1972)
- Bestiario poético (1973)
- Templo del Alba (1974)
- Siempre amor (1976)
- Cancionero de Liébana (1977)
- Corcel en el tiempo (1979)
- Perfiles (1980)
- He seguido tus huellas (1981)
- Testigo de tu marcha (1981)
- Testimonio (1982)
- La preocupación de Miguel Ángel (1982)
- Tierra de palabras (1983)
- Coral montesino (1983)
- Raíz del recuerdo (1984)
- Cristales como enigmas (1985)
- Sin teclado de fiebre (1986)
- Santander en mi sentir (1989)
- Sin alcanzar la luz (1989)
- El color de mi cristal (1990)
- Tierra de mi Cantabria (1991)
- Amor dorado (1993)
- Ronda de azules (1994)
- Vuelo de la mente (1995)
- Reflexiones a medianoche (1996)
- Mundo interior (1997)
- Fuerza creativa (1998)
- Clamor del pensamiento (1999)
- Cancionero multicolor (1999)
- La estrellita Giroldina (1999)
- Prisma de emociones (2000)
- Vivir, soñar, sentir (2005)
- Cancionero de Liébana (2006)
- Motivos alicantinos